# نادي الجمعية السلاوية
الجمعية الرياضية السلاوية هو نادٍ رياضي مغربي من مدينة سلا. يشارك النادي في دوري الدرجة الثانية المغربي.

## التاريخ

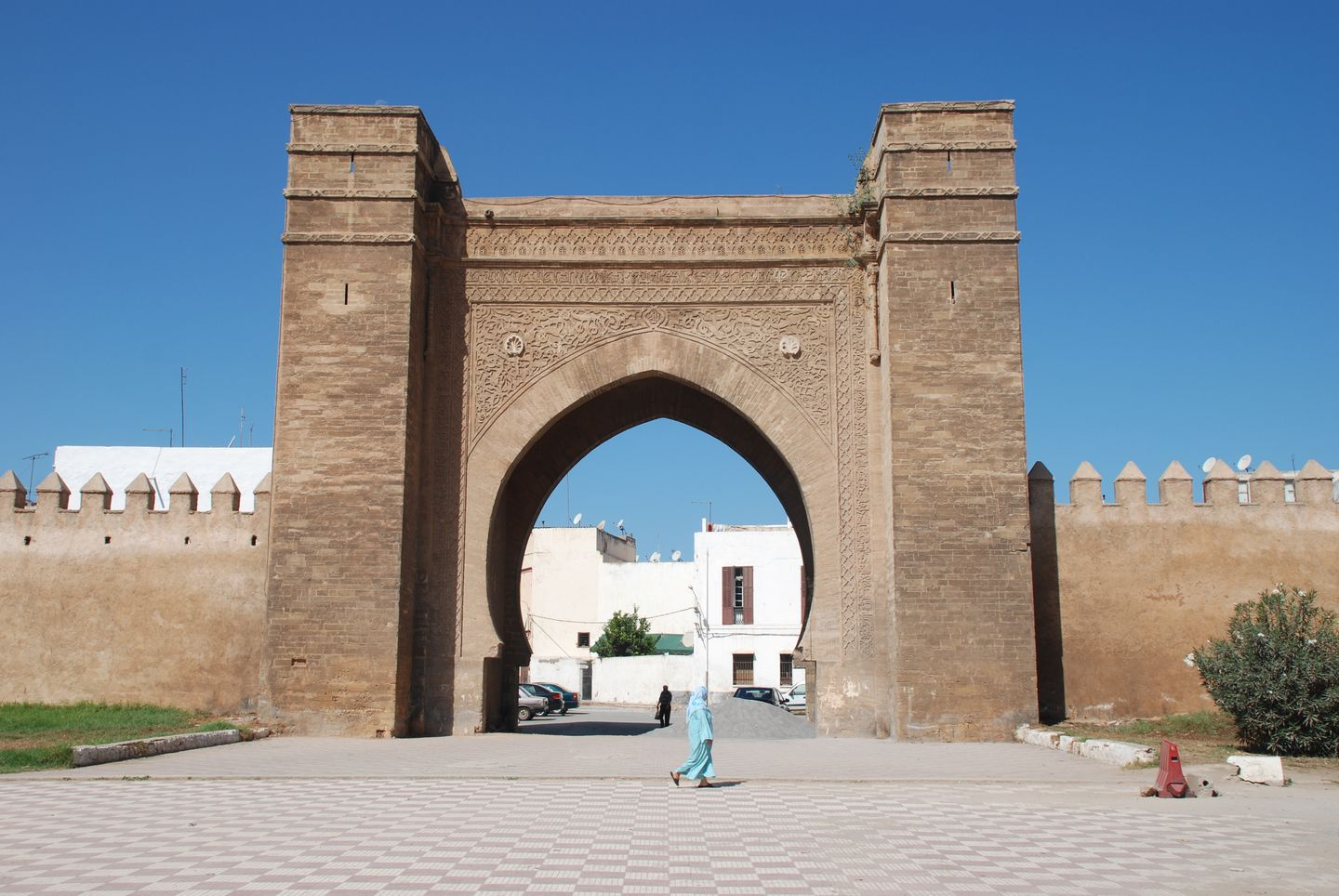
شعار النادي مستمد من أحد معالم مدينة سلا، وهو باب المريسة أحد مداخل المدينة العتيقة والذي بناه المهندس محمد بن علي الإشبيلي القادم من مدينة إشبيلية في الأندلس.

### مرحلة ما قبل التأسيس
كان لشاطئ مدينة سلا الفضل الكبير في بزوغ الرياضة حيث كان النواة الأولى بتردد الشباب والأطفال المغاربة منهم وأبناء المعمرين الفرنسيين عليه لإجراء مباريات في كرة القدم ابتداء من سنة 1916 بمعدات بدائية.
في سنة 1927 عرف تأسيس الجمعية الرياضية الإسلامية السلاوية فرفض المستعمر الفرنسي الاعتراف بها، وكان الهدف منها تنظيم الشباب رياضيا وتوجيههم سياسيا من أجل مقاومة المستعمر، فكانت عدة ساحات وفضاأت كساحة مقبرة سيدي أحمد بنعاشر، فضاء باب لمريسة... ملاعب إتخذها الشباب السلاوي التي يبرز فيها مؤهلاته التقنية والرياضية.

### التأسيس
سنة 1928، تأسست الجمعية الرياضية السلاوية لكرة القدم وهو يعد بذلك من أعرق الأندية المغربية. وقد تمت تسميته من طرف فرنسي يدعى جيرارد الذي شغل منصب المستشار التقني لأغلب الفرق السلاوية، حيث كان يضم الفريق آنذاك مجموعة من اللاعبين الأجانب إضافة لبعض اللاعبين السلاويين، وكان يشارك في البطولة الرسمية المنظمة من طرف العصبة التابعة للاتحاد الفرنسي لكرة القدم.

### مرحلة ما بعد التأسيس
مباشرة بعد إنشاء الجمعية الرياضية السلاوية، شهدت مدينة سلا ميلاد مجموعة من الفرق الصغيرة كالنادي الرياضي السلاوي، النجاح الرياضي السلاوي، النجم السلاوي، الاتحاد الرياضي السلاوي، الحسنية السلاوية وذلك موسم 1932 - 1933.
وانطلاقا من سنة 1940 شهدت مدينة سلا تنظيم مباريات استعراضية كل يوم جمعة، فأصبح اللاعبون السلاويون يشاركون فيها إضافة للسلاويين الذين يلعبون في فرق الرباط. ثم بدأت تقام دوريات محلية وجهوية في ملاعب الأحياء، وكان يحضر المقابلات جمهور غفير من أبناء سلا.

### البدايات في البطولة الوطنية
بعد الاستقلال بدأ اللاعبون الفرنسيون يغادرون فريق الجمعية الرياضية السلاوية، وبالمقابل دعم الفريق صفوفه بلاعبي نادي النجم السلاوي (تأسس سنة 1948 واندثر سنة 1953) فتقوت صفوف الجمعية السلاوية واستطاعت التأهل لمقابلة السد موسم 1958 ضد فريق الجيش الملكي من أجل الصعود للقسم الوطني الثاني .و قد احتكم الفريقان لمقابلتين بمدينة القنيطرة الأولى عرفت التعادل بهدف لمثله والثانية انهزم فيها الفريق السلاوي باصابة واحدة لصفر ليبقى بعدها في القسم الثالث.

### العصر الذهبي
في سنة 1970 صعد الفريق لأول مرة للقسم الوطني الأول ونزل مباشرة بعد سنة إلى القسم الثاني، وعاد الفريق مجددا إلى حظيرة القسم الأول سنة 1973. لكن الفريق انخرط مجددا في لعبة المصعد بين القسم الوطني الأول والثاني.

### الألفية الثانية
اندمج النادي سنة 2002 مع جاره وغريمه التقليدي في المدينة نادي سبورتينغ سلا لتكوين فريق واحد قوي في المدينة ينافس أكبر الفرق في المغرب، خصوصا أندية مدينة الرباط التي لا يفصلها عن مدينة سلا نهر أبو رقراق فقط. ارتأى المسؤولون آنذاك دمج الناديين مع الاحتفاظ باسم وشعار وألوان نادي الجمعية السلاوية نظرا لعراقة نادي الجمعية الذي أنشئ في عشرينيات القرن الماضي لأن تغيير الاسم كان سيحتم على مسؤولي النادي إعادة التسجيل في لوائح الجامعة الملكية المغربية لكرة القدم وبالتالي إقبار التاريخ الكامل للجمعية وإضافته إلى اللائحة الطويلة للأندية المنقرضة في المغرب. رغم الاندماج إلا أن النادي ما زال ضيفا خفيفا على أندية القسم الأول المغربي حيث لوحظ تراجع الفريق إلى الوراء حيث نزل إلى درجة الثانية لفترات متقطعة حيث لم يجد الفريق لحد الآن النسق الأفضل لكي يمشي عليه في ظل غيبة مسيرين محترفين. هذا الفريق إلى يومنا هذا وهو يلعب لتفادي النزول من القسم الأول أو محاولة الصعود مرة أخرى إلى قسم النخبة، ولعل من أهم انجازات فريق جمعية سلا هو مشاركته في دوري أبطال العرب بعد احتلاله الصف الثالث في البطولة الوطنية.

## الشعار

شعار النادي قبل الاستقلال (1928 -1956)
الشعار الحالي للجمعية السلاوية

## الملاعب
الملعب الحالي للنادي هو  ملعب أبو بكر عمار  وهو ملعب جديد بُنِي في تسعينيات القرن الماضي لكنه بقي مقفلا نظرا لإيقاف الأشغال به لأسباب مادية بالإضافة إلى أن المدينة والنادي كانا يتوفران على  ملعب المسيرة  العريق والذي كان متواجدا على ضفاف نهر أبي رقراق. لكن وبعد مصادقة الحكومة المغربية على ما عُرِف بمشروع إعادة تهيئة ضفتي أبي رقراق سنة 2005، تم هدم ملعب المسيرة لبناء منتزهات ومركبات سياحية وفندقية. بعد ذلك قرر مجلس مدينة سلا إكمال الأشغال بملعب أبو بكر عمار حيث انتهت أشغال تهيئة الملعب أواخر 2007.
| الطاقة الاستيعابية | 10.000 |
| ارضية الملعب       | العشب الاصطناعي، الدرجة الثالثة                                                                                     |
| موقع الملعب        | يقع الملعب امام المحطة الطرقية لمدينة سلا، وبالقرب من القاعة المغطاة فتح الله البوعزاوي لفريق جمعية سلا لكرة السلة. |

## اللاعبين

### تشكيلة الفريق
ملاحظة: تشير الأعلام إلى المنتخب بحسب قواعد الأهلية المعتمدة من قبل الفيفا؛ تنطبق بعض الاستثناءات المحدودة. وقد يحمل اللاعبون أكثر من جنسية لا تعترف بها الفيفا.
| الرقم | البلد  | المركز | اللاعب                    |
| ----- | ------ | ------ | ------------------------- |
|       | المغرب | حارس   | حمزة الفيل                |
|       | المغرب | حارس   | مراد بنونة                |
|       | المغرب | حارس   | أيوب العـسـري             |
|       | المغرب | مدافع  | أمـيـن الـشـيـبانـي       |
|       | فرنسا  | مدافع  | با الشريف علوان           |
|       | المغرب | مدافع  | عـبـد الـرحـمان اللـعـبـي |
|       | المغرب | مدافع  | عــلــي أوشــلا           |
|       | المغرب | مدافع  | عــادل جــتــي            |
|       | المغرب | مدافع  | مــهــدي بـرحـمـة         |

| الرقم | البلد   | المركز | اللاعب                     |
| ----- | ------- | ------ | -------------------------- |
|       | المغرب  | وسط    | تـوفـيـق سـتـيــو          |
|       | المغرب  | وسط    | الـحـسـن الـسـعـيـدي       |
|       | المغرب  | وسط    | مــحــمــد حــمــدان       |
|       | المغرب  | مهاجم  | مــراد حـيـبـور            |
|       | المغرب  | مهاجم  | عـبـد الـغـنـي الـسـمـامـي |
|       | المغرب  | مهاجم  | حــمــدى الـعـشـيـر        |
|       | المغرب  | مهاجم  | يــوسـف الـكـنـاوي         |
|       | السنغال | مهاجم  | جـون جـاك مـالـو ألـبين    |
|       | مالي    | مهاجم  | ألــي تــيــام             |
|       | المغرب  | مهاجم  | أحــمــد بـــاهــا         |

## رؤساء النادي
كان للجمعية الرياضية السلاوية العديد من الرؤساء على مدار تاريخه، وكان بعضهم ممن يملكون النادي، في حين أن البعض الآخر كان من الرؤساء الفخريون. وهنا قائمة كاملة...
| - بنعطار رفاييل - أحمد عواد - ادريس الزكري - الجيلالي العباسي - عبد الواحد الشرفي - عبد العزيز الزعيم - العربي الحسوني - محمد بنعموش - عبد الحق المحفوظي - سعيد الناجي - مصطفى العلمي - عبد الهادي الصبيحي - حميد الطاسي | - المكي السدراتي - حميد المنزهي - أيت أوبا - محمد عواد - العربي مغنينو - محمد بلقاضي - منور - عبد الاله المكينسي - 1986 - 2011 عبد الرحمان شكري - 2011 - 2012 عبد المجيد الرايس - 2012 - عادل التويجر |

## مدربو الفريق
فيما يلى قائمة باسماء مدربو الجمعية السلاوية في الفترة من عام 1928 حتى اليوم...
| - بنعطار رفاييل - العربي زنيبر - والتر - بوبكر عمار - عباس بكار - لغنيمي - الرغاي محمد - الطيبي بنجيلالي - حسن أقصبي - بوجمعة بنخريف - سيد بن بلخير - العربي دليلي - عبد الله بليندة - عبد القادر يومير - عبد اللطيف لعلو - 1995 - 1996 : إيفيكا تودوروف - عبد اللطيف السالكي | - 1999 - 2000 : كريم بن شريفة - جواد اليونسي - محمد بلطام - محمد البوعزاوي - عبد الرحيم طاليب - سعد دحان - محمد موح - 2002 - 2003 : هشام الادريسي - عز الدين اعمارة - 2008 - 2009 : يوسف لمريني - 2009 - 2010 : عزيز الخياطي - 2010 : دان أنجليسكو - 2010 - يناير 2011 : عبد الرزاق خيري - أوغني - 2010 - يونيو 2011 : سمير عجام - 2010 - يوليو 2011 : هشام الإدريسي - 2013 - 2011 : الحسين أوشلا - 2013 : عزيز الخياطي - مارس 2013 : محمد أمين بنهاشم - 2014- : الحسين أوشلا |

## وصلات خارجية
- (بالعربية) الموقع الرسمي للنادي